# Aneflomorpha volitans
Aneflomorpha volitans là một loài bọ cánh cứng trong họ Cerambycidae.